# Стара Жуківка
Стара Жуківка (рос. Старая Жуковка) — село у Базарно-Карабулацькому районі Саратовської області Російської Федерації.
Населення становить 861 особу. Належить до муніципального утворення Старожуковське муніципальне утворення.

## Історія
Населений пункт розташований у межах українського історичного та культурного регіону Жовтий Клин.
Від 23 липня 1928 року в складі Базарно-Карабулацького району Вольського округу Нижньо-Волзького краю. До цього належав до Саратовського повіту Саратовської губернії.
З 1934 року підпорядковується Саратовському краю, з 1936 року — в складі Саратовської області.
Згідно із законом N 111-ЗСО від 29 грудня 2004 року органом місцевого самоврядування є Старожуковське муніципальне утворення.

## Населення
| 2010 |
| ---- |
| 861  |